# القرافة

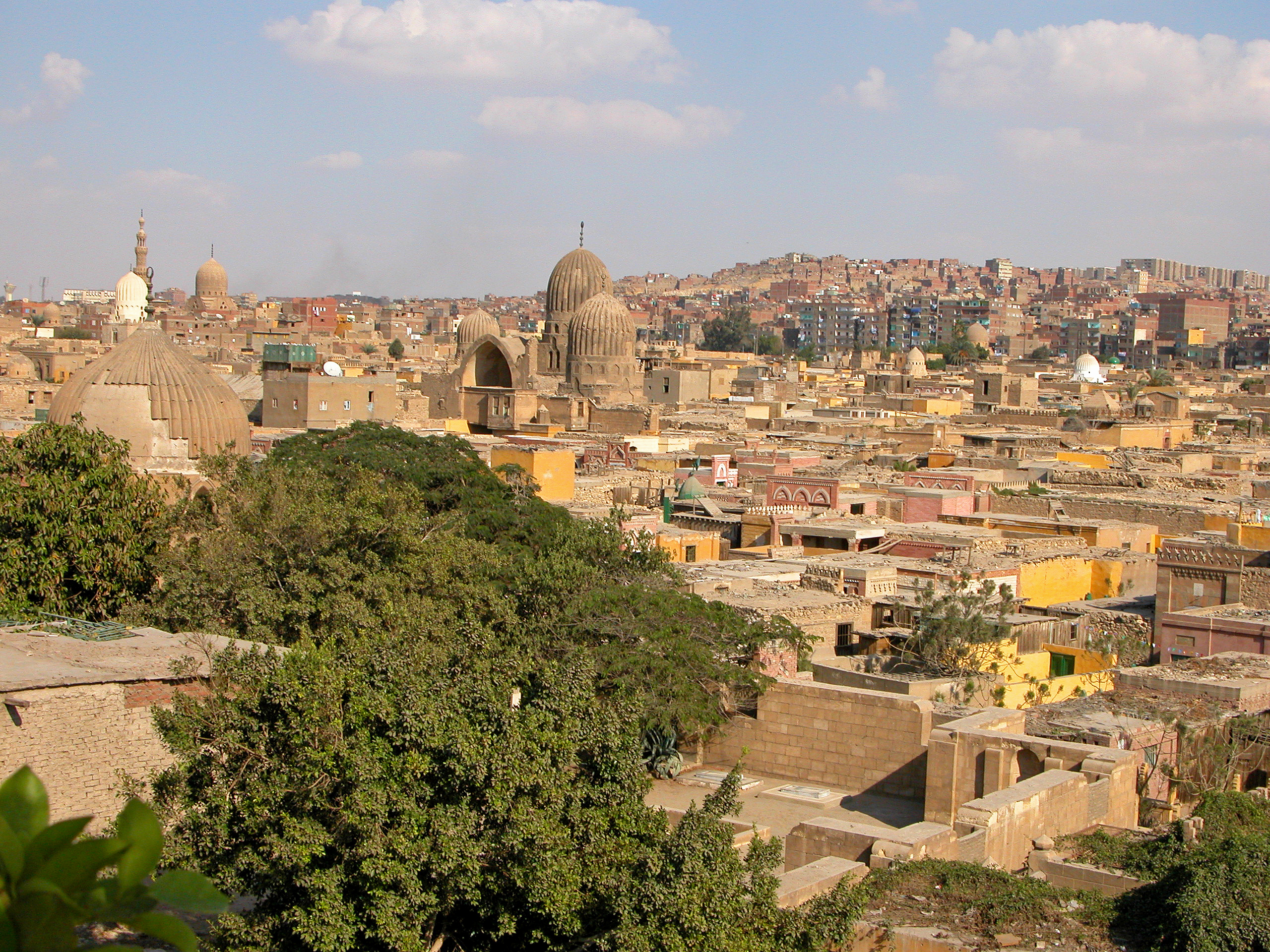
نظرة عامة

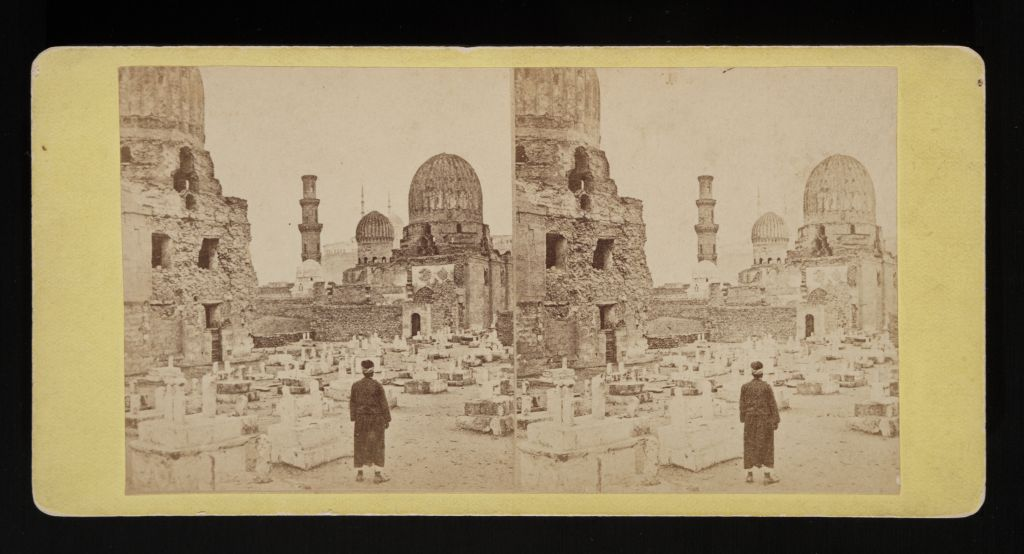
قبور المماليك قديما

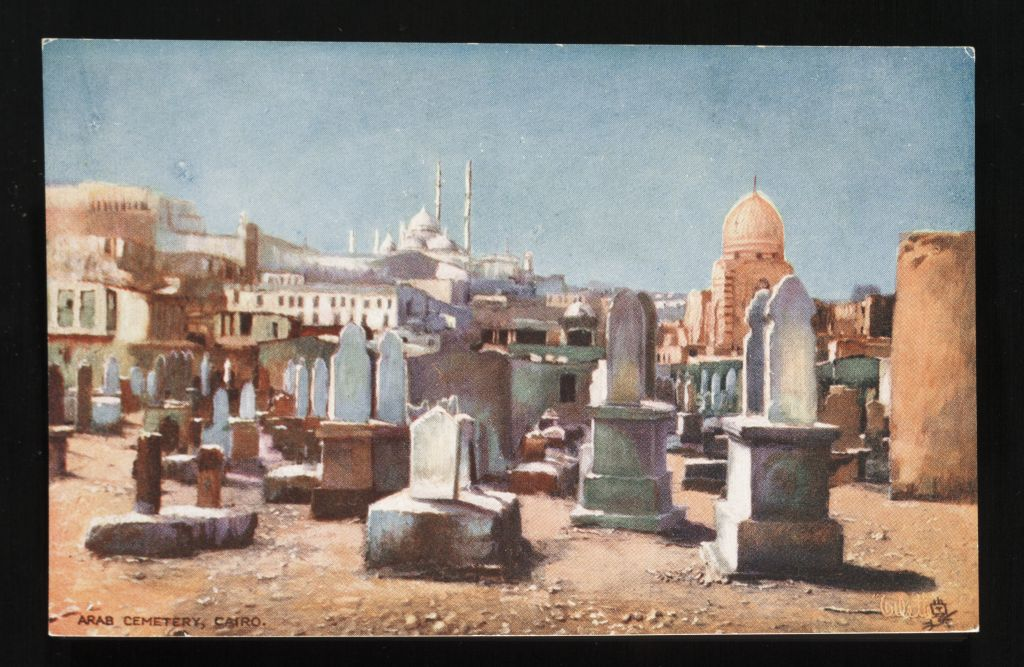
المقابر قديما

القرافة (وتعني مقبرة المسلمين في مصر) غالبا ما يُقصد بها اليوم تلك المنطقة الواقعة بالعاصمة المصرية القاهرة والتي امتدت مساحتها أسفل المقطم وسكنها البسطاء. وسميت المقبرة «قرافة» باسم قبيلة من المغافر يقال لهم «بنو قرافة». كان بالقاهرة قرافتان، إحداهما بسطح المقطم وسميت «القرافة الصغرى» وبها قبر الإمام الشافعي، والأخرى شرق الفسطاط بجوار المساكن يقال له «القرافة الكبرى»، وفيها كانت مدافن أموات المسلمين منذ افتتحت مصر. ولم يكن للعرب مقبرة سوى تلك الواقعة في مدينة الفسطاط كما ذكر المقريزي في خططه.

## الموقع
إلى الجنوب الشرقي:
- الأوتوستراد ومنشية ناصر والمقطم

وإلى الشمال الغربي:
- صلاح سالم وحديقة الأزهر والدرب الأحمر

## التاريخ

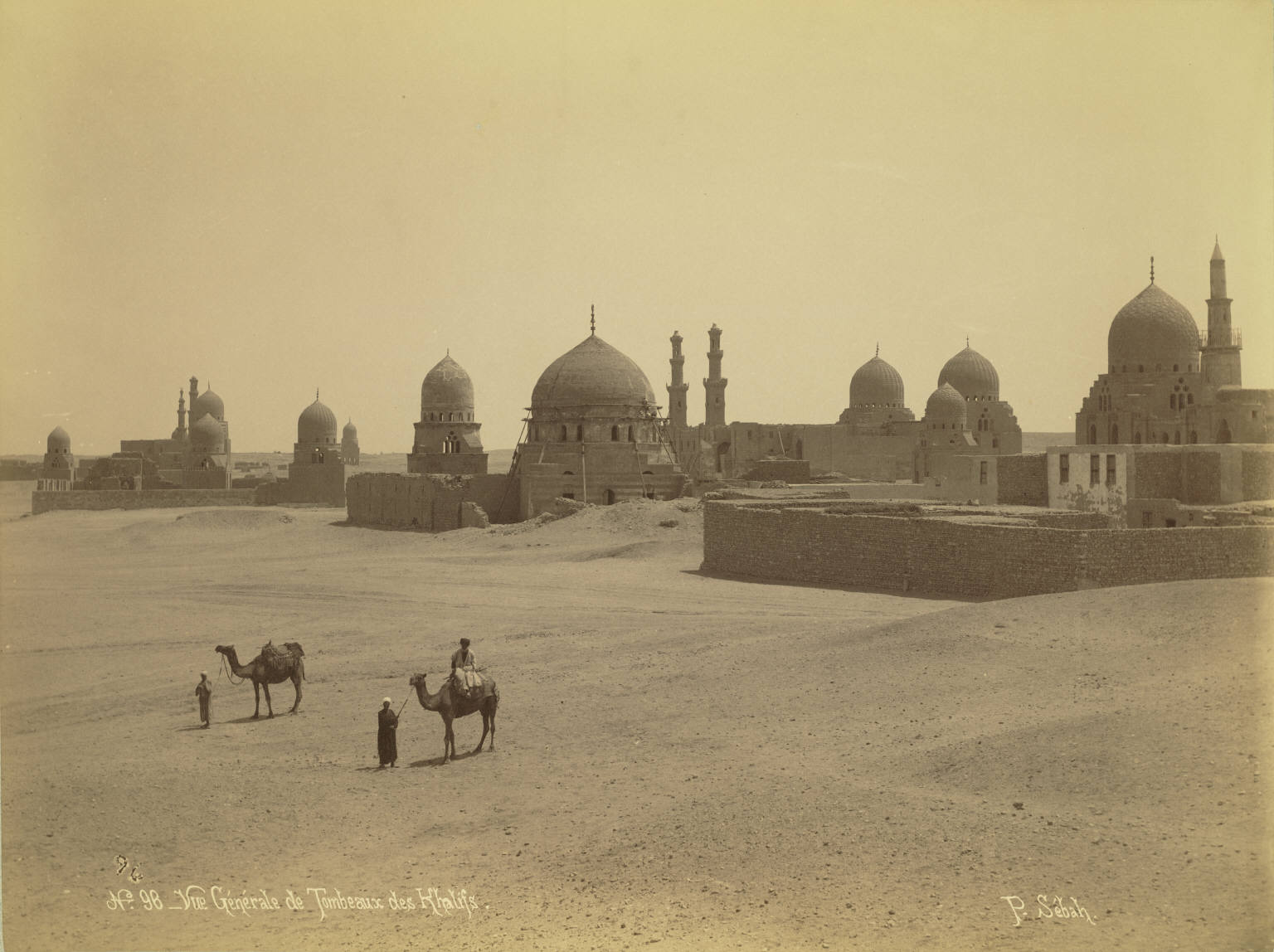

قد كانت مدافن الطولونيين بالقرافة الكبرى وسفح المقطم مما يلي قلعة الجبل حيث دفن أحمد بن طولون. أما الفاطميون فقد قبروا موتاهم بـ«تربة الزعفران» ومحلها الآن خان الخليلي وما يجاوره.

## أعلام
- ملك حفني ناصف
- شويكار
- عبد الغني المقدسي
- فخر الدين الزيلعي
- ابن الحاج الفاسي